# Lotarinška dinastija
Lotarinška dinastija (fr. Maison de Lorraine; njem. Haus Lothringen), europska vladarska dinastija; potječe od francuske velikaške obitelji koja je vladala Gornjom Lorenom (Lotaringija) u razdoblju 1473. – 1737. godine. Posljednji nasljedni vojvoda Franjo III. odrekao se Lorene u zamjenu za veliko vojvodstvo Toskanu. Godine 1737. oženio se Marijom Terezijom, baštinicom Austrije, Češke, Ugarske i Hrvatske i posljednjim potomkom dinastije Habsburg. Sukladno Pragmatičkoj sankciji iz 1723. godine, njihovi potomci su članovi dinastije Habsburg-Lothringen, koja se često naziva samo Habsburg.
Današnji glavar dinastije je Karl von Habsburg-Lothringen, najstariji sin Otta von Habsburga (1912. – 2011.).

## Povijest obitelji
Povijest Lotarinške dinastije započinje sredinom 11. stoljeća kada je Adalbert, sin Gerharda IV. od Metza dobio u posjed vojvodinu Gornju Lotaringiju. Godine 1431. umro je lorenski vojvoda Karlo II. bez muških potomaka te ga je naslijedila kći Izabela, supruga napuljskog kralja Renea Anžuvinskog. Naslijedio ih je njihov sin Ivan II., kojeg je 1470. godine naslijedio sin Nikola I., koji je umro bez potomaka. Naslov je tada prešao na njegovu tetku, sestru Ivana II., Jolandu, koja je bila udana za Fridrika II. od Vaudémonta. Budući da je on bio pripadnik mlađe loze Lotarinške dinastije, tako da se naslov vojvode Lotaringije vratio natrag istoj dinastiji, ali u mlađoj liniji.
Franjo III. Stjepan Lotarinški († 1765.), mlađi sin lotarinškog vojvode Leopolda, oženio se 1736. godine s ugarsko-hrvatskom kraljicom Marrijom Terezom najstarijom kćerkom i nasljednicom rimsko-njemačkog cara i hrvatsko-ugarskog kralja Karla IV. (III.) iz dinastije Habsburg, čime je na osnovu ugovora o nasljeđivanju utemeljena dinastija Habsburg-Lotaringija koja je vladala Habsburškom Monarhijom od 1780. te Austro-Ugarskom od 1867. do 1918. godine kada je bio svrgnut posljednji austrijski car i hrvatsko-ugarski kralj Karlo I. (IV.) Osim u spomenutim zemljama, članovi Habsburško-Lotarinške dinastije vladali su i Parmi, Toskani te Meksiku. 

## Popis vladara iz dinastije Habsburg-Lothringen

### Carevi Svetog Rimskog Carstva[2]
- Franjo I. Stjepan (1745. – 1765.), nije bio kralj Ugarske i Hrvatske
- Josip II. (1765. – 1790.)
- Leopold II. (1790. – 1792.)
- Franjo II. (1792. – 1806.)

### Austrijski carevi[2]
- Franjo I. (1804. – 1835.)
- Ferdinand I. (1835. – 1848.)
- Franjo Josip I. (1848. – 1916.)
- Karlo I. (1916. – 1918.)